# Новое Урюпино
 Новое Урюпино  — село в Починковском районе Нижегородской области. 

## География
Находится в южной части Нижегородской области на расстоянии приблизительно 21 километр по прямой на северо-запад от села Починки, административного центра района.  

## История
До 2020 года находилось в составе Ризоватовского сельсовета.

## Население
Постоянное население составляло 107 человек (русские 100%) в 2002 году, 67 в 2010.